# Joanna Tryniszewska
Joanna Tryniszewska – dziennikarka, prezenterka, wydawca programów informacyjnych. Absolwentka Filologii Polskiej Uniwersytetu Szczecińskiego. Z telewizją związała się na studiach. Podczas 20 lat pracy w TVP Szczecin realizowała reportaże, filmy dokumentalne i programy cykliczne, które reprezentowały TVP na krajowych i międzynarodowych festiwalach.

## Zrealizowane programy
Programy zrealizowane na zamówienie ogólnopolskich stacji Telewizji Polskiej: 
- 1996: Chora kategoria – reportaż o samobójczej śmierci młodego żołnierza, który na polecenie Ministerstwa Obrony Narodowej prezentowano jako materiał szkoleniowy dla kadr Wojska Polskiego,
- 1999–2000: Stacja PRL[1] – 20-odcinkowy cykl filmów dokumentalnych zrealizowany dla Programu TVP1 i TV Polonia. Cykl był dwukrotnie nominowany do nagrody Grand Press (2000 i 2001) oraz reprezentował TVP na Festiwalu Filmów Edukacyjnych w Bazylei,
- 2001: Pomorskie pejzaże historyczne[1] – 10-odcinkowy cykl filmów dokumentalnych poświęcony historii Pomorza Zachodniego. Film pokazywany na wielu festiwalach krajowych i zagranicznych. Cały cykl zakupiony przez niemiecką telewizję państwową,
- 2002: Metryka Goździka[1] – film dokumentalny o legendarnym przywódcy Października’56 – Lechosławie Goździku. Nominowany do nagrody Grand Press 2002, reprezentował TVP na Konkursie Europejskich Telewizji Regionalnych Circom Regionale 2003 oraz zakwalifikował się do finału Festiwalu Filmowego Japan Prize 2003,
- 2003–2004: Tam gdzie wschodzi słońce[1] – cykl filmów dokumentalnych o polskich Kresach Wschodnich dla TVP1,
- 2003–2005: Telewizyjny Przewodnik po Kraju – Para w Polskę[2] – cykl 40 programów turystyczno-krajoznawczych pokazujący walory polskich miejscowości zrealizowanych dla TVP1. Przez Polską Organizację Turystyczną uznany za najlepszy program telewizyjny o tematyce turystycznej[potrzebny przypis],
- 2005: Nie udawaj Greka – 10-odcinkowy cykl programów edukacyjnych, realizowany we współpracy z Ministerstwem Edukacji Narodowej, popularyzujący wiedzę matematyczną dla TVP3, uhonorowany na Ogólnopolskim Przeglądzie Filmów Popularnonaukowych Nagrodą Specjalną Rektora Uniwersytetu Gdańskiego,
- 2005 Zwolnij w sieci – 10-odcinkowy cykl programów edukacyjnych, realizowany we współpracy z Ministerstwem Edukacji Narodowej, poświęcony zagrożeniom niesionym przez niewłaściwe korzystanie z Internetu dla TVP3 Regionalna,
- 2006–2007: Rue Wiertz – 20-odcinkowy cykl programów edukacyjnych, zrealizowany dla TVP1, współfinansowany przez Parlament Europejski. Celem cyklu było rozpowszechnienie wiedzy o historii, zadaniach i działaniach Parlamentu Europejskiego. Opiniujące ten cykl Biuro Informacyjne Parlamentu Europejskiego oceniło wyprodukowane programy notą „bardzo dobry”[potrzebny przypis],
- Po sukces do Unii! – 50–odcinkowy cykl zrealizowany przy współpracy MRR i promujący polskie projekty dofinansowywane z Unii Europejskiej – emisja w TVP3 Regionalna.,
- Potęga funduszy – 32-odcinkowy cykl zrealizowany przy współpracy MRR i promujący polskie projekty dofinansowywane z Unii Europejskiej – emisja w TVP1,
- „Klub Srebrnego Włosa” (2013–2014) – cykl poświęcony Seniorom – emisja w TVP Regionalna,
- „Paragon” (od 2014) – magazyn konsumencki – emisja w TVP Regionalna,
- „Powrót do przeszłości” (od 2014) – cykl oparty na materiałach archiwalnych opowiadających o historii PRL-u – emisja w TVP Regionalna,
- „Wiatr od morza” (od 2014) – magazyn morski – emisja w TVP Regionalna,
- „Podmuch energii” (2015) – pierwsza część cyklu programów o energii odnawialnej – emisja w TVP1[3],
- „Podmuch energii” (2017) – druga część cyklu programów o energii odnawialnej – emisja w TVP1 i TVP Polonia[4].
- Podmuch energii” (2018/2019) – trzecia część cyklu programów o energii odnawialnej – emisja w TVP1

## Nagrody i wyróżnienia
- 1996 – I nagroda za reportaż w Konkursie Europejskich Telewizji regionalnych „Circom Regionale” („Chora Kategoria”),
- 1997 – Nagroda Prezesa Telewizji Polskiej za Najlepszy Reportaż („Chora Kategoria”),
- 1999 – Dziennikarz Roku – nagroda Stowarzyszenia Dziennikarzy Regionu Pomorza Zachodniego,
- 2000 – nominacja do Nagrody „Grand Press” („Stacja PRL”),
- 2002 – nominacja do Nagrody „Grand Press” („Metryka Goździka”),
- 2003 – wyróżnienie na XVIII Międzynarodowym Katolickim Festiwalu Filmów i Multimediów „Niepokalanów 2003” („Tam gdzie wschodzi słońce”),
- 2004 – nominacja do nagrody na Festiwalu Filmów Edukacyjnych w Tokio („Metryka Goździka”),
- 2004 – I nagroda Polskiej Organizacji Turystycznej za najlepszy film telewizyjny o tematyce turystycznej („Para w Polskę”),
- 2004 – wyróżnienie Zachodniopomorskiej Organizacji Turystycznej za propagowanie gospodarki turystycznej,
- 2006 – Nagroda Specjalna Rektora Uniwersytetu Gdańskiego za cykl „Nie udawaj Greka”,
- 2012 – Nagroda IREW za reportaż „Podmuch Energii”,
- 2012 – Nagroda Silver Dolphin na Cannes Corporate Media & TV Awards za reportaż „Podmuch Energii”[5],
- 2013 – tytuł Dziennikarza Roku 2012 przyznany przez Krajową Izbę Gospodarki Morskiej za magazyn morski „Wiatr od morza”,
- 2013 i 2014 – członek i przewodnicząca jury na międzynarodowym festiwalu Film Art & Tourism Festiwal,
- 2016 – II nagroda w międzynarodowym konkursie „Dziennikarze dla klimatu” za cykl programów o energii odnawialnej,
- 2017 – wyróżnienie specjalne w konkursie Stowarzyszenia Dziennikarzy Polskich za cykl programów o energii odnawialnej[6],
- 2017 – wyróżnienie specjalne w plebiscycie „Szczecinianka Roku” za cykl programów o energii odnawialnej[7].
- 2017 – I nagroda w międzynarodowym konkursie „Dziennikarze dla klimatu” za cykl programów o energii odnawialnej[8]
- 2019 - tytuł Dziennikarza Roku 2018 przyznany przez Krajową Izbę Gospodarki Morskiej za magazyn morski „Wiatr od morza"[9]
- 2020 - nagroda im. Bogdana Czubasiewicza przyznana przez Stowarzyszenie Dziennikarzy Rzeczypospolitej Polskiej.[10]